# Siba Shakib
Siba Shakib (Teherán, 31 de diciembre de 1969) es una periodista, escritora y directora iraní.
Nacida y criada en Teherán, Irán, donde asistió a una escuela de alemán. Se graduó en Alemania en la Universidad de Heidelberg.
Escritora y creadora de documentales, viajó a Afganistán muchas veces en los últimos años, visitando el norte y el territorio controlado por los talibanes. Algunos de sus documentales han sido premiados, entre ellos un testigo de los horrores de la vida en Afganistán y la situación de las mujeres afganas.
Vive entre Nueva York, Italia y Dubái.

## Formación
Antes de escribir su primera novela, Siba Shakib fue periodista de música y presentadora de radio. Mantuvo una estrecha colaboración con los artistas emergentes, pero también con la música clásica; entre los entrevistados para la televisión figuran Miles Davis, Tina Turner y Mick Jagger. Durante estas entrevistas, habla a menudo y proporciona evaluaciones políticas, teniendo mucho éxito entre el público juvenil. En los años posteriores, comenzó a producir películas y documentales que dan fe de la situación económica y social de los necesitados en diversas partes del mundo.
A principios de los noventa, Siba Shakib trabajó principalmente en dos países: Irán, donde se había criado, y Afganistán. Su film A Flower for the Women of Kabul-A flor para las mujeres de Kabul- - recibió en Alemania en 1998 el premio por la película sobre Derechos Humanos al celebrarse el 50 aniversario de la Declaración de Derechos Humanos Naciones Unidas. Shakib utiliza a menudo el producto de sus películas y sus libros para ayudar en la construcción de centros de la mujer en Kabul.
Siba Shakib se fue a Nueva York, completando su primera novela "Afganistán, el lugar donde Dios sólo viene a llorar" ("Afghanistan, Where God Only Comes to Weep"), cuando los ataques terroristas del 11 de septiembre pasado.
Por una semana, ayudado por el apoyo del personal de la televisión alemana ARD en el recuento y la reconstrucción de los hechos.
A principios de 2002, el ministro alemán de Defensa recibido la intuición y el conocimiento de Afganistán de Siba Shakib busco la inspiración y la colaboración como asesor de sus fuerzas de mantenimiento de la paz, Fuerza de  Afganistán. Más tarde, su trabajo se extiende en el apoyo y asesoramiento de las tropas de OTAN durante la guerra.
Su novela primera, "Afganistán, el lugar donde dios sólo viene a llorar" ha sido traducido a 27 idiomas y ha recibido numerosos premios y reconocimientos. Shirin Gol ilustraciones, asociaciones humanitarias, pozos de agua y los viveros han sido nombrados y otros nombres, debido a su novela.
La segunda novela "Samira y Samir" asentado en Afganistán, fue un gran éxito.

## Futuros proyectos
Siba Shakib está trabajando en dos nuevos proyectos literarios, una novela ambientada en Irán de petróleo sobre la actividad y la historia de un joven iraní, que pierde su identidad como mujer para crear un nuevo y atractivo y carismático. El primero, en particular, es "Eskandar" y fue publicado en alemán y Inglés.
Shakib también participa en la adaptación de su segundo superventas Samira y Samir para la creación de una película. Obtuvo por ello financiación del Alemán Alemán Filmstiftung NRW para llevar el trabajo hasta su finalización. Shakib ha escrito el guion y será ella misma la directora de cine para dirigir la película.

## Obras

### Libros
- Afganistán, el lugar donde dios sólo viene a llorar.
- Samira y Samir.

### Películas
- 1998, A Flower for the Women in Kabul. 50 years UN, regista, (primo premio film sui diritti umani)
- 1997, Alone in Afghanistan - the story of a nurse and her hospital, regista
- 1996, And Hope Remains: the story of a child soldier, regista e scrittrice
- 1995, Tonino the Camora, regista
- 1992, Shoes. a little psychology, regista
- 1989, Iran. 10 year post Revolution, regista
- Mahmoudy versus Mahmoody, regista
- Gemini[3]